# Хосе Санчес-Герра
Хосе Санчес-Герра-і-Мартінес (ісп. José Sánchez Guerra y Martínez; 28 червня 1859 — 26 січня 1935) — іспанський журналіст правник і політик, голова уряду Іспанії 1822 року.

## Кар'єра
Від 5 грудня 1903 до 5 грудня 1904 року обіймав посаду міністра внутрішніх справ у кабінеті Антоніо Маури. Такий же пост він займав у кабінетах Едуардо Дато (27 жовтня 1913 — 9 грудня 1915, 11 червня — 3 листопада 1917). Також він обіймав посаду міністра розвитку від 14 вересня 1908 до 21 жовтня 1909 року, й міністра оборони від 15 липня до 7 грудня 1922 року.